# Emil Meyer (Bankier)

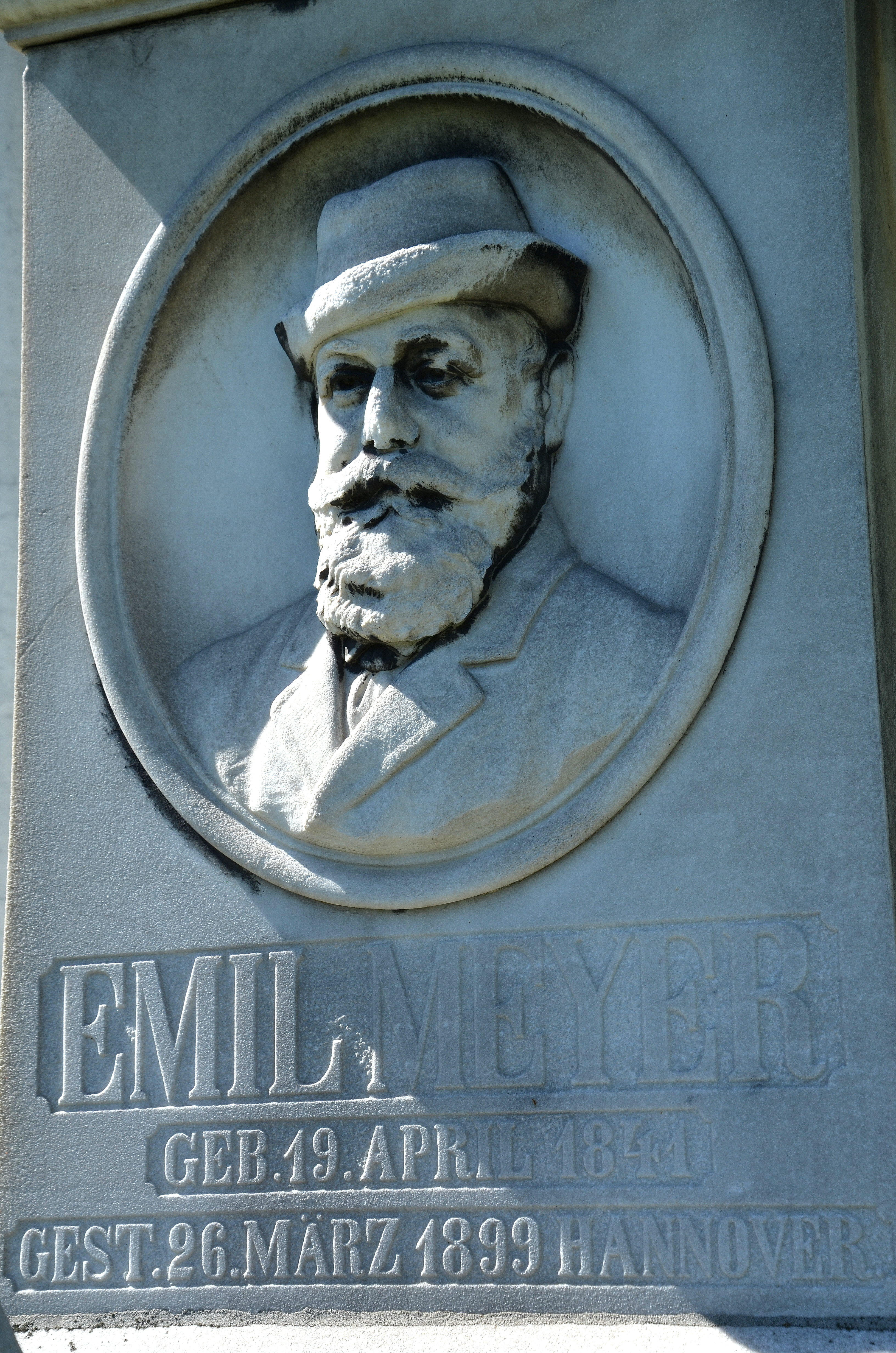
Porträt-Relief im marmornen Medaillon des Bankiers Emil Meyer am Grabmal auf dem Stöckener Friedhof;
Architekt: Heinrich Köhler, datiert 1901

Emil Meyer (* 19. April 1841 in Hannover; † 26. März 1899 ebenda) war ein deutscher Bankier und Geheimer Kommerzienrat.

## Leben
Geboren in der Residenzstadt des seinerzeitigen Königreichs Hannover als Sohn des jüdischen Bankiers Adolph Meyer, hatte sich Emil Meyer – laut den Hannoverschen Geschichtsblättern von 1914 – „[…] um die Pflege der Verwundeten in den Kriegen von 1866 und 1870/71 sowie auch später um die Förderung gemeinnütziger Bestrebungen große Verdienste“ erworben.
Schon zuvor hatte Emil Meyer gemeinsam mit seinem schon 1870 zum Geheimen Kommerzienrat ernannten Bruder Sigmund Meyer nach dem Tod ihres Vaters im Jahr 1866 das Bankhaus Adolph Meyer übernommen und dessen Tradition fortgesetzt.
Emil Meyers Grabmal auf dem Stadtfriedhof Stöcken wurde in einer vom Niedersächsischen Landesamt für Denkmalpflege erstellten Liste als eines von mehr als 130 dort erhaltenswerten Grabmälern erfasst. Es findet sich in der Abteilung 1, Nummer 1.

## Emil-Meyer-Straße
Die noch zur Zeit des Deutschen Kaiserreichs 1911 angelegte Emil-Meyer-Straße im hannoverschen Stadtteil Vahrenwald ehrte den gemeinnützig tätigen Bankier posthum durch ihre Namensgebung. Zur Zeit des Nationalsozialismus wurde der Straßenname noch im Jahr der Machtergreifung 1933 aufgehoben und durch den Namen Besselstraße ersetzt, nach dem Astronomen Friedrich Wilhelm Bessel. Erst nach dem Ende des Zweiten Weltkrieges und noch zur Zeit der Britischen Besatzungszone wurde die Verkehrsverbindung schon 1945 wieder in Emil-Meyer-Straße zurückbenannt.